# 라나싱헤 프레마다사
라나싱헤 프레마다사(싱할라어: රණසිංහ ප්‍රේමදාස, 타밀어: ரணசிங்க பிரேமதாசா, 1924년 6월 23일~1993년 5월 1일)는 1989년 1월 2일부터 1993년 5월 1일까지 스리랑카의 제3대 대통령이다. 그 이전에는 1978년 2월 6일부터 1989년 1월 1일까지 주니우스 리차드 자야와데네가 이끄는 정부에서 총리를 지냈다. 그는 1986년 스리랑카 역사상 최초로 시민권자인 주니우스 리처드 자야와데네 대통령으로부터 스리랑카 시민권자 스리랑카 최고상을 받았다. 그는 콜롬보에서 타밀 호랑이의 자살 폭탄 테러로 암살되었다.

## 지방정부장관
1965년 총선에서 그는 성공적으로 콜롬보 중앙 선거구에 출마하였고, 그는 지방 정부 장관 무루게이센 티루셸밤의 최고 정부 책임자와 국회 비서로 임명되었다. 1968년 티루셸밤이 사임할 때, 연방당이 더들리 세나나야케 정부를 떠난 후, 프레마다사는 지방 정부 장관으로 승진하여 세나나야케 내각의 일원이 되었다. 재임 기간 동안 그는 미리 스트레스를 받은 콘크리트 부품을 사용하는 교량 프로그램을 도입했고, 말리가와타 주택 계획을 수립했으며, 섬의 지방 정부에 알려지게 되었다. 프레마다사는 1967년 1월 5일, 남아시아에서 가장 오래된 라디오 방송국인 라디오 실론을 공기업으로 바꾸었다.

## 지방정부 주택건설부 장관
프레마다사는 1977년 총선에서 콜롬보 중앙의 초대 국회의원으로 재선되었고, 하원의장과 지방정부, 주택건설부 장관이 되었다.

## 대통령직

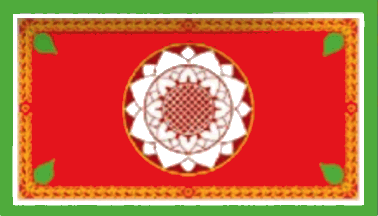
라나싱헤 프레마다사 대통령 기준

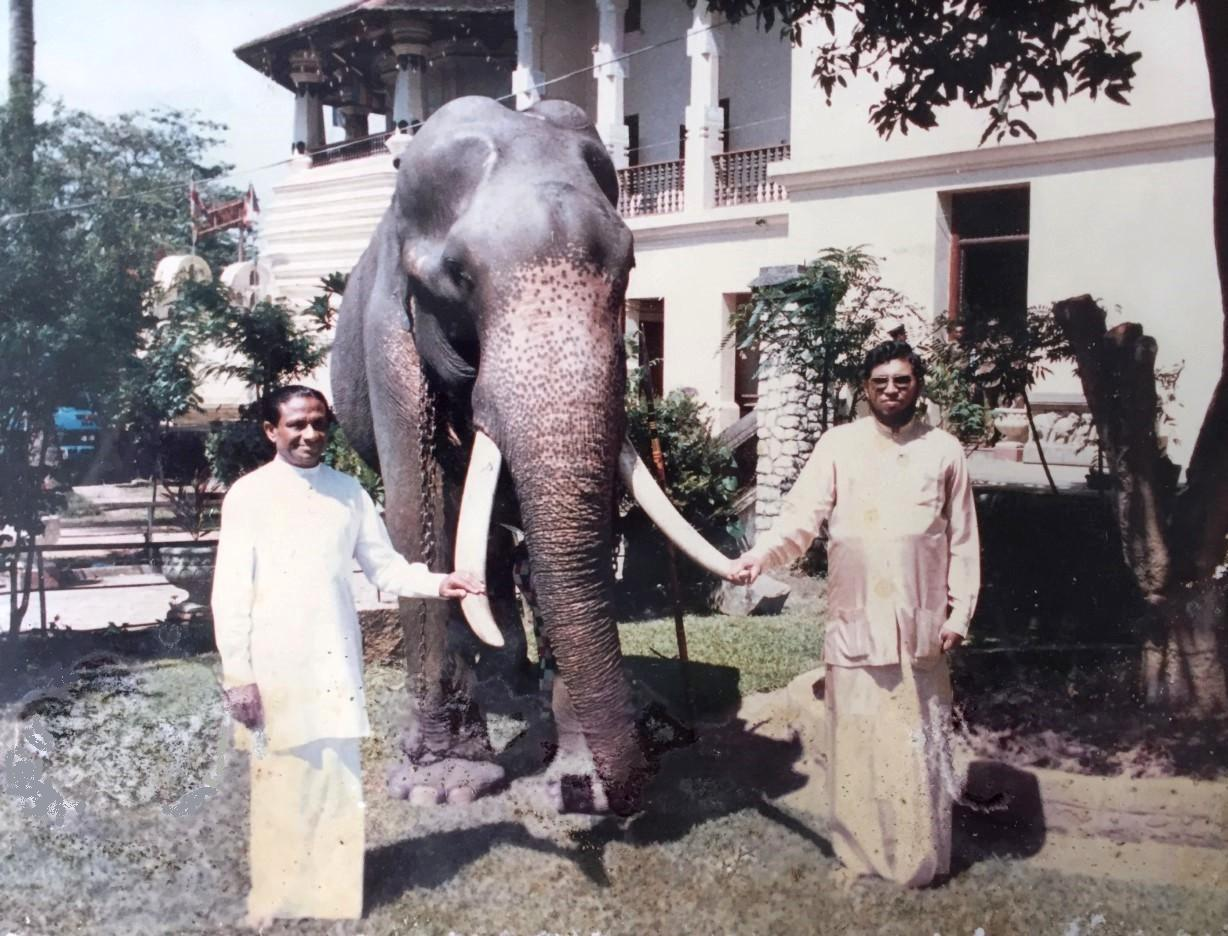
라자 코끼리와 함께 라나싱헤 프레마다사(왼쪽)와 디야와다나 닐라임 네란잔 위제라틴(오른쪽) (1986년 촬영)

대통령에 당선된 직후, 그는 의회를 해산하고 새로운 선거를 요구했다. 1989년 2월 국회의원 선거에서 UNP는 125석을 얻어 원내 다수당의 정부를 구성했다. 그가 대통령이 되었을 때, 그 나라는 북쪽의 내전과 남쪽의 공산주의 반란 둘 다에 직면했고, 특히 저항 세력에 대한 무자비한 행동과 함께, 프레마다사가 집중한 핵심 쟁점이었다. 보안군은 반란을 잔혹하게 진압하고 많은 지도자들을 죽였다.

## 역대 선거 결과
| 선거명      | 직책명            | 대수 | 정당       | 득표율 | 득표수      | 결과 | 당락                 |
| ----------- | ----------------- | ---- | ---------- | ------ | ----------- | ---- | -------------------- |
| 1988년 선거 | 스리랑카의 대통령 | 3대  | 통일국민당 | 50.43% | 2,569,199표 | 1위  | 스리랑카 대통령 당선 |

## 같이 보기
- 사지트 프레마다사